# Benetton B190
Benetton B190 — гоночный автомобиль, разработанный Джоном Барнардом и Рори Бирном и построенный командой Benetton для участия в Чемпионате мира по автогонкам в классе Формула-1 сезонов 1990 и 1991 годов.

## История
Модифицированная версия B190B с двигателем Ford Cosworth HB5 использовалась в первых двух гонках сезона 1991.

## Результаты в гонках
| Год  | Шасси          | Двигатель                 | Шины | Пилоты  | 1    | 2   | 3   | 4    | 5    | 6   | 7   | 8    | 9    | 10   | 11  | 12  | 13  | 14   | 15  | 16  | Место | Очки |
| ---- | -------------- | ------------------------- | ---- | ------- | ---- | --- | --- | ---- | ---- | --- | --- | ---- | ---- | ---- | --- | --- | --- | ---- | --- | --- | ----- | ---- |
| 1990 | Benetton B190  | Ford Cosworth HB4 V8, 3,5 | G    |         | США  | БРА | САН | МОН  | КАН  | МЕК | ФРА | ВЕЛ  | ГЕР  | ВЕН  | БЕЛ | ИТА | ПОР | ИСП  | ЯПО | АВС | 3     | 71   |
| 1990 | Benetton B190  | Ford Cosworth HB4 V8, 3,5 | G    | Наннини |      |     | 3   | Сход | Сход | 4   | 16  | Сход | 2    | Сход | 4   | 8   | 6   | 3    |     |     | 3     | 71   |
| 1990 | Benetton B190  | Ford Cosworth HB4 V8, 3,5 | G    | Морено  |      |     |     |      |      |     |     |      |      |      |     |     |     |      | 2   | 7   | 3     | 71   |
| 1990 | Benetton B190  | Ford Cosworth HB4 V8, 3,5 | G    | Пике    |      |     | 5   | ДСК  | 2    | 6   | 4   | 5    | Сход | 3    | 5   | 7   | 5   | Сход | 1   | 1   | 3     | 71   |
| 1991 | Benetton B190B | Ford Cosworth HB5 V8, 3,5 | G P  |         | США  | БРА | САН | МОН  | КАН  | МЕК | ФРА | ВЕЛ  | ГЕР  | ВЕН  | БЕЛ | ИТА | ПОР | ИСП  | ЯПО | АВС | 4     | 38,5 |
| 1991 | Benetton B190B | Ford Cosworth HB5 V8, 3,5 | G P  | Морено  | Сход | 7   |     |      |      |     |     |      |      |      |     |     |     |      |     |     | 4     | 38,5 |
| 1991 | Benetton B190B | Ford Cosworth HB5 V8, 3,5 | G P  | Пике    | 3    | 5   |     |      |      |     |     |      |      |      |     |     |     |      |     |     | 4     | 38,5 |

| Легенда к таблице |                                                                    |
| --- | ------------------------------------------------------------------ |
| В таблице перечислены результаты всех Гран-при Формулы-1, в которых использовался автомобиль. Строками таблицы являются сезоны, столбцами — этапы чемпионата мира. В каждой клетке указаны сокращённое название этапа и результат, дополнительно обозначенный цветом. Расшифровка обозначений и цветов представлена в нижеследующей таблице. |                                                                    |
| \| Пример \| Описание \| \| ------------ \| ------------------------------------------------------------------ \| \| 1 \| Победитель \| \| 2 \| Второе место \| \| 3 \| Третье место \| \| 5 \| Финишировал, заработав очки \| \| Сход \| Не финишировал, но при этом заработал очки \| \| 12 \| Финишировал, не получив очков \| \| НКЛ \| Финишировал, но не попал в финальную классификацию \| \| 15 \| Участвовал вне зачёта, либо по отдельной классификации \| \| 18 \| Не финишировал, но попал в финальную классификацию \| \| Сход \| Не финишировал \| \| НКВ \| Не прошёл квалификацию \| \| НПКВ \| Не прошёл предквалификацию \| \| ДСК \| Дисквалифицирован \| \| ИСК \| Исключён из протокола соревнований \| \| ТТ \| Заявлен для участия только в тренировках \| \| НС \| Участвовал в квалификации, но не стартовал в гонке \| \| Т \| Травмирован или болен \| \| ОТК \| Отказ от участия \| \| НТР \| Прибыл на соревнования, но на трассу не выезжал \| \| НПР \| Был заявлен в числе участников, но не прибыл к началу соревнований \| \| О \| Соревнования отменены \| \| \| Не участвовал \| \| Поул-позиция \| \| \| Быстрый круг \| \| |                                                                    |
| Пример | Описание                                                           |
| 1 | Победитель                                                         |
| 2 | Второе место                                                       |
| 3 | Третье место                                                       |
| 5 | Финишировал, заработав очки                                        |
| Сход | Не финишировал, но при этом заработал очки                         |
| 12 | Финишировал, не получив очков                                      |
| НКЛ | Финишировал, но не попал в финальную классификацию                 |
| 15 | Участвовал вне зачёта, либо по отдельной классификации             |
| 18 | Не финишировал, но попал в финальную классификацию                 |
| Сход | Не финишировал                                                     |
| НКВ | Не прошёл квалификацию                                             |
| НПКВ | Не прошёл предквалификацию                                         |
| ДСК | Дисквалифицирован                                                  |
| ИСК | Исключён из протокола соревнований                                 |
| ТТ | Заявлен для участия только в тренировках                           |
| НС | Участвовал в квалификации, но не стартовал в гонке                 |
| Т | Травмирован или болен                                              |
| ОТК | Отказ от участия                                                   |
| НТР | Прибыл на соревнования, но на трассу не выезжал                    |
| НПР | Был заявлен в числе участников, но не прибыл к началу соревнований |
| О | Соревнования отменены                                              |
| | Не участвовал                                                      |
| Поул-позиция |                                                                    |
| Быстрый круг |                                                                    |